# Форинтош, Дёжё
Дёжё Форинтош (венг. Forintos Győző; 30 июля 1935, Будапешт — 6 декабря 2018, там же) — венгерский шахматист, гроссмейстер (1974). Экономист.

## Шахматная карьера
Чемпион Венгрии (1968/1969). 3-кратный чемпион Будапешта.
В составе национальной команды участник 6-и олимпиад (1958, 1964—1966, 1970—1974) и 5-и командных чемпионатов Европы (1961—1973, 1983).
Лучшие результаты в международных соревнованиях: Прага (1956) — 2-е; Реджо-Эмилия (1962/1963) и Бордо (1964) — 1-е; Сараево (1965 и 1978) — 5-е и 2-е; Гавр (1966) — 4-5-е; Кечкемет (1968 и 1975) — 4-9-е и 4-е; Байя (1971) — 1-е; Рейкьявик и Нови-Сад (1974) — 2-е; Лон-Пайн (1976) — 2-10-е; Дубна (1979) — 5-6-е; Сьенфуэгос (1979) — 3-е; Балатонберень (1982) — 3-е; Титоград (1982) — 1-4-е; Оберварт (1982) — 1-2-е (240 участников); Рамсгит (1984) — 1-4-е; Мец (1985) — 3-5-е (142 участника); Перпиньян (1985) — 1-2-е места (132 участника).
Был секундантом Л. Портиша в различных соревнованиях на первенство мира.

## Изменения рейтинга
| Графики недоступны из-за технических проблем. См. информацию на Фабрикаторе и на mediawiki.org. |